# Rodrigue Nordin
Rodrigue Nordin (ur. 22 marca 1971) – francuski lekkoatleta, sprinter. 

## Najważniejsze osiągnięcia
| Rok  | Rodzaj zawodów            | Miasto    | Konkurencja        | Miejsce | Wynik   |
| ---- | ------------------------- | --------- | ------------------ | ------- | ------- |
| 1997 | Halowe mistrzostwa Świata | Paryż     | Sztafeta 4 x 400 m | 3       | 3:09,68 |
| 1998 | Mistrzostwa Europy        | Budapeszt | Bieg na 200 m      | 5       | 20,83   |

## Rekordy życiowe
- Bieg na 100 m - 10.35 (1998)
- Bieg na 200 m - 20.49 (1998)
- Bieg na 400 m - 45.96 (1997)